# Pseudotorymus nephthys
Pseudotorymus nephthys är en stekelart som först beskrevs av Walker 1848.  Pseudotorymus nephthys ingår i släktet Pseudotorymus och familjen gallglanssteklar. Inga underarter finns listade i Catalogue of Life.